# フーミー
フーミー（ベトナム語：Thành phố Phú Mỹ / 城庯富美?）はバリア＝ヴンタウ省にある市である。
2025年3月1日、市社から市に昇格した。

## 概要
5つの坊 (phường)と5つの社を有する。
- フーミー坊（Phú Mỹ / 富美）
- ハクズィック坊（Hắc Dịch / 黑夜）
- ミースアン坊（Mỹ Xuân / 美春）
- フオックホア坊（Phước Hoà / 福和）
- タンフオック坊（Tân Phước / 新福）
- チャウファー社（Châu Pha / 周坡）
- ソンソアイ社（Sông Xoài / 瀧𣒱）
- タンハイ社（Tân Hải / 新海）
- タンホア社（Tân Hoà / 新和）
- トクティエン社（Tóc Tiên / 速先）